# Batalha de Faluja (2014)
A queda de Faluja em 2014, também conhecida como Batalha de Faluja de 2014, foi uma batalha que ocorreu no final de 2013 até o início de 2014, na qual o Estado Islâmico e outros insurgentes sunitas capturaram a cidade de Faluja, no Iraque. Esta seria uma das primeiras cidades iraquianas na qual o governo iraquiano perderia o controle, e resultaria na Campanha de Anbar.

## Batalha
Em 30 de dezembro de 2013, as forças iraquianas desmantelaram um acampamento de protesto sunita, o que irritou muitas pessoas. Homens armados procederam a atacar patrulhas do exército implantadas na rodovia. 
Em 2 de janeiro de 2014, a al-Qaeda assumiu o controle de partes da cidade, bem como nas proximidades de Ramadi. Depois que o exército se retirou da área, os combatentes do Estado Islâmico e seus aliados entraram nas duas cidades. Vários vídeos mostraram membros do Estado Islâmico em combates com as forças policiais e os ataques e a tomada da principal delegacia de polícia. Cerca de cem presos foram libertados, armas e munições foram apreendidas e a maioria das forças policiais abandonaram seus postos. 
Em 3 de janeiro, a cidade estava sob controle dos rebeldes sunitas, mas o governo iraquiano sustentava que ainda haviam confrontos. Os jihadistas incendiaram os veículos da polícia, hastearam sua bandeira em Faluja e capturaram todos os postos policiais e militares depois que as forças de segurança deixaram a cidade. 
Em 4 de janeiro, o exército iraquiano bombardeou a cidade com morteiros na tentativa de desalojar os extremistas, mas resultou na morte de oito pessoas e deixou outras trinta feridas. Foi informado que 60% da cidade estava sob controle rebelde. Muito depois, o primeiro-ministro Nouri al-Maliki prometeu eliminar "todos os grupos terroristas" em um comunicado na televisão nacional. O chefe de polícia de Anbar afirmou que as forças iraquianas controlavam os arredores de Faluja, mas a própria cidade era mantida pelo Estado Islâmico e seus aliados. Tribos sunitas recusaram-se a abandonar o local e realizaram negociações com as forças de segurança iraquianas, que procederam a bombardear a cidade a partir de uma base militar próxima, antes de se retirarem.

## Consequências
Dois anos depois, o governo iraquiano recapturou a cidade.